# Notiophilus jakovlevi
Notiophilus jakovlevi  (лат.) — вид жуков-жужелиц рода большеглазов из подсемейства плотинников. Горный эндемик. Россия (Алтай, Саяны, Прибайкалье). 

## Описание
Длина тела около 0,5 см. Голова крупная с огромными глазами. Дневные хищники, охотятся на ногохвосток. В Бурятии (Восточный Саян) обитает от верхнего пояса тайги до горной тундры на высотах 2200–2700 м.